# 日米野球
日米野球（にちべいやきゅう、英語：Major League Baseball Japan All-Star Series）は、日本プロ野球（NPB）とメジャーリーグベースボール（MLB）の選抜チームが日本で対戦したシリーズ戦。明治時代から行われていた歴史的な国際野球試合であり、野球の国際化に伴って2006年をもって一旦休止されたが、2014年に野球日本代表（侍ジャパン）の強化試合として復活した。なお、野球日本代表は2013年から通年化され、概ね3月・11月（年度により開催のなかった年もある）に「侍ジャパンシリーズ」と銘打って、野球のナショナルチーム間の強化試合、あるいは日本野球機構（NPB）のチームとの強化試合に充てる場合もある。

## 概要・歴史

### 明治
1908年（明治41年）
運動具会社でもあったリーチ社により、MLB選手6人を含む3A選手を中心とした選抜チーム「リーチ・オール・アメリカン」が訪日したのが、日米野球のはじまりである。大隈重信による始球式で開幕した早稲田大学戦を皮切りに、慶応大学、東京倶楽部、横浜連合、神戸連合などと計17試合が行われ、アメリカが全勝して日本チームを圧倒した。早稲田大学戦ではボストン・ブレーブスのP・プラハティ投手が、試合時間わずか40分の完全試合を達成している。

### 大正
1913年（大正2年）
「世界一周野球団」としてニューヨーク・ジャイアンツとシカゴ・ホワイトソックスの2球団が、日本、中国、オーストラリア、エジプト、フランス、イギリスなどを訪問して試合を行った。これがMLB球団としての初来日である。日本では、ニューヨーク対シカゴ戦（シカゴ2戦2勝）と、ニューヨーク・シカゴ連合対慶應義塾大学戦（16対3で連合勝利）が行われた。
1920年（大正9年）
3Aコーストリーグ主体の「オール・アメリカン・ナショナル」が来日。アメリカチームが6戦全勝した。この時に来日したボストン・レッドソックスのH・ハンター選手は翌年1月まで日本に留まり、早稲田大学などの日本の大学チームを指導した。
1922年（大正11年）
大学チームを指導したH・ハンター選手率いるMLB選抜が来日。東京六大学を中心に17試合が行われ、第7戦ではエース投手の小野三千麿擁する三田倶楽部が9対3で勝利し、日米野球における日本チームの初勝利となった。

### 昭和（戦前）
1927年（昭和2年）
アフリカ系アメリカ人選手を中心とするニグロリーグが混成チーム、フィラデルフィアの「ロイヤル・ジャイアンツ」を結成して来日。三田倶楽部、同志社大学、関西大学などと24試合を行い、23勝0敗1分で日本チームを圧倒した。
1931年（昭和6年）
読売新聞社・正力松太郎社長がMLB選抜を招き、初めて読売新聞社主催により開催された。鉄人ルー・ゲーリッグや剛腕レフティ・グローブら大物選手擁するMLB選抜を相手に、日本は初めてオールスターチームを結成して挑むも、17戦全敗に終わった。
1932年（昭和7年）
ニグロリーグ混成チームの「ロイヤル・ジャイアンツ」が再来日。関西、中国、九州地方まで遠征して試合を行った。広島専売が社会人クラブチームとして初勝利、日本チームとして11年ぶりの勝利を挙げた。ジャイアンツの24戦23勝1敗。
1934年（昭和9年）
ベーブ・ルース、ルー・ゲーリッグ、ジミー・フォックスの三大本塁打王に、速球王のレフティ・ゴメスらを擁するMLB選抜が、智将コニー・マック監督とともに来日。対する日本は初めてプロのチーム「全日本軍」で挑むも、16戦全敗に終わった。しかし、静岡県草薙総合運動場硬式野球場での沢村栄治の好投は今でも日本で語り草となっている。なお、三大本塁打王が来日したとあって試合で多くの本塁打が期待されたため、読売新聞社はスタンドに入った本塁打ボールを記念品として来場者にプレゼントした。その期待通りにMLB選抜は全16試合で47本塁打（119打点）を記録した。この時来日した選手のひとり、モー・バーグが対日スパイ活動を行っていたことが後に判明した。この年の日米野球をきっかけとして、12月に日本初の職業野球チームである「大日本東京野球倶楽部（後の読売ジャイアンツ）」が結成された。

### 昭和（戦後）
1949年（昭和24年）
第二次世界大戦の影響で開催が断たれていた日米野球が16年ぶりに再開。3Aパシフィック・コースト・リーグのサンフランシスコ・シールズが来日（日本では大リーグと喧伝される）、全試合が超満員となる盛況ぶりであった。当時の日本は米国占領下であり日の丸や君が代はタブーであったが、第一戦では試合開始前に君が代が流され、後楽園のセンターポールには戦後初めて日の丸が翻った。また場内ではコカ・コーラやホットドッグ等も販売された。
このシリーズの初戦を、大相撲の横綱前田山英五郎が大阪で開催中の秋場所を途中休場して観戦し、後日これが発覚して引退に追い込まれるという事件もあった。
1951年（昭和26年）
MLBとパシフィック・コースト・リーグの混成チームが来日、この年限りで引退したジョー・ディマジオが弟のドム・ディマジオと共に参加し2本塁打を放った。
1953年（昭和28年）
この年は同時期に毎日新聞社がエディ・ロパットを団長としたMLB選抜を、読売新聞社がニューヨーク・ジャイアンツを招聘するという、慌ただしい日程で開催された。その後、両社は協議を行い、今後は交互にアメリカチームを招聘する協定が結ばれた。
1955年（昭和30年）
1953年までワールドシリーズ5連覇を達成したニューヨーク・ヤンキースが来日。ミッキー・マントル、ヨギ・ベラ、ホワイティー・フォードなど主力の殆どが顔を揃えたヤンキースに日本勢は全く歯が立たず、0勝15敗1分と惨敗した。
1956年（昭和31年）
前年に初めてワールドチャンピオンとなったブルックリン・ドジャースが来日。ジャッキー・ロビンソンやロイ・キャンパネラ、デューク・スナイダー、ピー・ウィー・リース、ギル・ホッジスなどの当時の主力に混じって、当時2Aの選手だったジム・ジェンタイル（後に近鉄バファローズに入団。近鉄での登録名はジムタイル）がメンバー入りし、チーム最多の8本塁打を記録した。
ロビンソンは帰国後にニューヨーク・ジャイアンツへのトレードを拒否して現役を引退したため、この日米野球が最後のプレーとなった。
1958年（昭和33年）
大リーグの至宝、スタン・ミュージアルを擁するセントルイス・カージナルスが来日。ミュージアルは16試合で2本塁打、打率3割以上をマークした。またのちに南海ホークスでプレーし阪神・南海監督も務めたドン・ブラッシンゲーム（日本球界での登録名はブレイザー）も来日。ブラッシンゲームの守備の構えには広岡達朗も感銘を受け、理想の守備が閃いたという。日本側はルーキー長嶋茂雄、杉浦忠等若い力が台頭し、特に長嶋は大リーグ級と絶賛されたほどである。またこの年は読売新聞社主催にもかかわらず、読売ジャイアンツ単独との試合がなかった。
1966年（昭和41年）
本拠地をニューヨークからロサンゼルスに移したドジャースが来日。王貞治が5本塁打を放つなど日本チームが健闘し、勝ち越しまであと一歩のところまで迫る過去最高の成績（8勝9敗1分）を収めた。
11月8日の対巨人戦（後楽園）は1959年6月25日の巨人対阪神戦に続く日本プロ野球史上2度目の天覧試合となったが、この試合でも巨人・長嶋茂雄は1959年同様本塁打を放っている。しかし、1959年の時とは対照的にあまり知られていない。また、同じ巨人・王貞治は別の試合で本塁打を放ったものの、前の走者である柴田勲を追い越しアウトとなっている（記録上は単打）。王はシーズン公式戦（日本シリーズ、オールスター戦も含む）における幻の本塁打は雨天ノーゲームによるものも含め1本もないため、これも隠れた珍記録となっている。
このシリーズに不参加のドジャースのエース、サンディー・コーファックスは終了後の11月18日に突然現役引退を表明した。
1968年（昭和43年）
セントルイス・カージナルス、全日本で阪神江夏が2試合に登板して2勝(第3戦6-0、第8戦3-0)、王貞治は6ホームラン、カージナルスの13勝5敗。
カージナルスのボブ・ギブソンは4試合に登板して2勝(第1戦9-8、第5戦8-1、第9戦9-7、第11戦13-10)
1970年（昭和45年）
この年のみ、11月ではなくシーズン開幕前の3月下旬に行われた。来日チームはサンフランシスコ・ジャイアンツで、ウィリー・メイズやゲイロード・ペリーなど主力選手のほとんどが参加したが、オープン戦で本調子ではなかったのか、3勝6敗と負け越した。全日本なし、巨人1試合、ロッテ5試合。
また、この年ジャイアンツとマイナー契約を交わした日本人の鈴木弘も来日メンバーに入り、2試合に出場したが、鈴木はこの年限りで契約を解除され、翌年ロッテにテスト入団するも一軍出場のないまま現役を引退している。
1971年（昭和46年）
この年までリーグ3連覇のボルチモア・オリオールズが来日。11月2日に行われた第7戦でパット・ドブソンが巨人相手にノーヒットノーランを達成している。
1974年（昭和49年）
ニューヨーク・メッツが来日。この年に現役を引退した長嶋茂雄が1試合を除いて全試合に出場し、27打数12安打、打率.444と活躍し現役の最後を飾った。トム・シーバーは5試合で1勝2負、またアトランタ・ブレーブスのハンク・アーロンも来日し、王貞治とホームラン競争を行った。ホームラン競争第4ラウンドで王が右翼ポール付近に叩き込んだ、ところがハンク・アーロンが判定にクレームをつけ、判定が覆った。最終戦（巨人vsメッツ、11月20日）の試合後に、巨人監督の川上哲治が勇退を表明した。
1978年（昭和53年）
1975年・1976年と2年連続してワールドシリーズを制し、「ビッグレッドマシン」と呼ばれていたシンシナティ・レッズが来日。特にその年通算3000本安打を記録した安打製造機ピート・ローズは闘志あふれるプレーとともに人気を集め、他にもジョニー・ベンチ、トム・シーバーらも人気を集めた。広島市民球場での巨人・広島連合チームとの対戦では赤ヘル同士の対決が話題を呼び、更に平和台球場で行われた巨人・クラウン連合との対戦では「福岡最後のライオンズ」を見ようとで西鉄時代からの多くのファンが集まった。日本人選手では小林繁がベンチから賞賛されたが、最終日の11月21日にその小林を翻弄させることになる江川事件が勃発する。レッズは14勝2敗1分と圧倒的な戦績を収めたが、帰国直後にスパーキー・アンダーソン監督が解任され、ローズもFA権を取得してフィリーズに移籍、ビッグレッドマシンは「解体」となった。
1981年（昭和56年）
1980年にワールドシリーズフィラデルフィア・フィリーズに2勝4敗で敗れ、ワールドチャンピオンはならず、1981年には50日間に及ぶストライキによってシーズンが前後期制となり、前期は20勝30敗。後期には優勝を果たすものの、前期優勝したアスレチックスとのディビジョン・シリーズでは3連敗で敗れ去ったカンザスシティ・ロイヤルズが来日。
1984年（昭和59年）
1983年にワールドシリーズを制したボルチモア・オリオールズが来日。後にMLB連続試合出場記録をつくる鉄人カル・リプケン・ジュニアもこの時来日した。この年は日本プロ野球50周年を記念して、日本シリーズを制したチームとオリオールズとで「日米決戦」と銘打たれた5試合制のシリーズに(その後は10試合の親善試合)。広島カープがオリオールズと対戦した。初戦は川口和久が6被安打10奪三振の完封勝利を挙げるも、その後は4連敗に終わった。日本チーム全体では14戦8勝5敗1分。オリオールズのエディ・マレーが9本塁打を放つ活躍を見せた。
1986年（昭和61年）
この年よりMLB選抜の招聘となり、全試合全日本との対戦となった。この年のワールドシリーズの優勝監督で、読売ジャイアンツに選手として所属していたデービー・ジョンソン（メッツ）が監督を務める。当初来日が予定されていたドワイト・グッデン、ウェイド・ボッグス、ゲイリー・カーターらの不参加はあったが、のちに殿堂入りするカル・リプケン・ジュニア、オジー・スミス、ライン・サンドバーグ、トニー・グウィンが来日し、6勝1敗と強さを見せつけた。同年サイ・ヤング賞を受賞したマイク・スコットがスプリット・フィンガード・ファストボールを操り、ホセ・カンセコとボン・ヘイズがいずれも最多の4本塁打を放ち、第3戦以後唯一の捕手として出場し続けたトニー・ペーニャは座ったまま二塁に牽制球を投げて落合博満をアウトにするなど、圧倒的な技術とパワーの差を見せつけた。ペーニャがMVPに選出された。また、のちに読売ジャイアンツでプレイするジェシー・バーフィールド、中日ドラゴンズでプレイするブルック・ジャコビー、阪神タイガースでプレイするグレン・デービスも来日していた。
1988年（昭和63年）
最大の目玉はオーレル・ハーシュハイザー。この年、MLB記録の59イニング連続無失点を樹立し、サイ・ヤング賞を受賞。この年のワールドシリーズでもMVPを受賞したが、本調子には遠く、途中で帰国。チームも3勝2敗2分で辛うじて勝ち越した。監督は1978年にレッズの監督として来日したスパーキー・アンダーソン（タイガース）。MVPはバリー・ラーキン。ラーキンの他にもポール・モリター、カービー・パケット、グレッグ・マダックス、フレッド・マグリフらのちに1990年代のMLBを代表するスター選手がいた。

### 平成
1990年（平成2年）
前年の1989年に阪神タイガースで大活躍し、この年にMLBに復帰して本塁打王と打点王を獲得するという素晴らしい成績を収めたセシル・フィルダーが、MLB選抜の一員として凱旋来日した。また、後にMLBシーズン最多本塁打記録を塗り替えるバリー・ボンズや、ケン・グリフィー・シニア、ケン・グリフィー・ジュニア親子が揃って来日した。東京ドームで行われた第8戦では、チャック・フィンリーとランディ・ジョンソンの継投によるノーヒットノーランを達成している。なお、この年の対戦成績は全日本の4勝3敗1分となり、82年の日米野球の歴史において、初めてMLB選抜チームに勝ち越した。日米野球終了後、MLB選抜で来日したR.J.レイノルズが大洋ホエールズと契約を交わした。
1993年（平成5年）
トミー・ラソーダ監督率いるロサンゼルス・ドジャースが来日。2試合を行うも選手たちの調整不足もあって全敗した。これを最後にMLBチーム単独での来日は無くなり、以降はMLB選抜チームを隔年で招待することになった。
1994年（平成6年）
この年、MLBでは新たな労働契約を巡って経営者側と選手会側が激しく対立、シーズン後半から長期間に渡るストライキに突入した影響で日米野球は中止となった。
1996年（平成8年）
前年の1995年に近鉄バファローズからロサンゼルス・ドジャースへ移籍し、その独特のトルネード投法で好成績を収め、日米で「NOMO旋風」を巻き起こした野茂英雄が、MLB選抜として凱旋来日した。後に同じくMLB選手として活躍するイチローや松井秀喜との対戦には注目が集まった。他にも、野茂の相棒であったマイク・ピアッツァ、バリー・ボンズやカル・リプケンといったスター選手も来日した。
2000年（平成12年）
この年に横浜ベイスターズからシアトル・マリナーズへ移籍し、「大魔神」から「DAIMAJIN」となって抑え投手として活躍した佐々木主浩が凱旋来日した。
2002年（平成14年）
前年の2001年にオリックス・ブルーウェーブからシアトル・マリナーズへ移籍し、1年目から両リーグ通じて最多安打（新人最多安打記録）、史上初となるアメリカンリーグの新人王・MVP・首位打者・盗塁王・シルバースラッガー賞・ゴールドグラブ賞の同時受賞を果たすなど、日米で大フィーバーを巻き起こしたイチローと、1999年に横浜ベイスターズからボストン・レッドソックスへ移籍し、この年にモントリール・エクスポズでキャリアハイの13勝を挙げた大家友和が凱旋来日した。日米野球においてもイチローは安打を量産した。トリー・ハンターが再三にわたり好守を披露してシリーズMVPを獲得。日本側では、巨人の松井秀喜が、翌年からMLBに移籍することが決定している中での日米野球出場であったため、果たして松井がMLBで通用するのかどうかの判断基準として、松井とMLB各投手との対決にも注目が集まった。
2004年（平成16年）
2002年にヤクルトスワローズからロサンゼルス・ドジャースへ移籍した石井一久と、この年に中日ドラゴンズからサンディエゴ・パドレスへ移籍した大塚晶則が凱旋来日した。東京ドームで行われた第8戦において、デビッド・オルティーズがアンダースローの渡辺俊介から放った超特大の本塁打には、多くの日本人ファンを驚かせた。
2006年（平成18年）
前年の2005年に福岡ダイエーホークスからシカゴ・ホワイトソックスへ移籍し、ワールドシリーズ制覇に貢献する活躍をした井口資仁と、この年に福岡ソフトバンクホークスからシアトル・マリナーズへ移籍し、日本人初のMLB捕手となった城島健司が凱旋来日した。
日本プロ野球選手会は「（日米野球は）一定の役割を終えた。次回以降の大会は参加しない」と発言、2006年大会を最後に開催が中断された。これは、2006年からMLB選手が参加する国際大会「ワールド・ベースボール・クラシック（WBC）」が始まったことにより、NPB/MLBのトッププロ選手による真剣勝負の場が誕生したためである。ただし、日米野球が中断された理由はこれだけではなく、2005年からアジアシリーズ、2007年からクライマックスシリーズが始まったことにより、選手たちの負担が増えたことも理由のひとつである。とくに2006年は、3月にWBC、11月に日米野球、アジアシリーズと大会が重なった。
2014年（平成26年）
2月27日、日本野球機構の熊﨑勝彦コミッショナーが記者会見で、11月に野球日本代表（侍ジャパン）とMLB選抜による強化試合を開催することを明言。侍ジャパンの強化試合という形で「日米野球」が8年ぶりに復活することになった。これは、代表常設化とそれに伴う代表事業の株式会社化により、これからの事業拡充の重要性を指摘しており、「侍ジャパンを振興の大きな柱に据えたい」と話した。6月10日には2014年大会の開催要項が発表され、11月12日から20日まで、沖縄でのエキシビションゲームを含む6試合が開催されることになった。また11月11日には、日本プロ野球80周年記念試合として「阪神・巨人連合対MLBオールスター」も開催されることになった。
2018年（平成30年）
5月1日、MLBが11月に開催することを発表。
その後順次メンバーが発表され、MLB選抜にはコーチに松井秀喜が、投手に前田健太が選出された。試合は東京ドームで3試合、マツダスタジアムで1試合、ナゴヤドームで2試合。このほか、MLB選抜と巨人のエキシビションマッチ1試合、侍ジャパンとCPBL選抜による壮行試合が1試合行われた。MLB選抜の前田は途中からチームに帯同し、マツダスタジアムに凱旋先発登板を果たした。

## 対戦記録
| 回 | 開催年        | 来日チーム                                                                     | 対戦成績 | 対戦成績 | 対戦成績 | 対戦チーム | 主なメンバー・備考 |
| 回 | 開催年        | 来日チーム                                                                     | 勝       | 分       | 負       | 対戦チーム | 主なメンバー・備考 |
| -- | ------------- | ------------------------------------------------------------------------------ | -------- | -------- | -------- | --- | --- |
| 1  | 1908年 (詳細) | リーチ・オール・アメリカン                                                     | 17       | 0        | 0        | 早稲田大学、慶応大学、東京倶楽部、 横浜連合、神戸連合、他                                                                                                | P・プラハティ |
| 2  | 1913年 (詳細) | 世界周遊野球チーム （ニューヨーク・ジャイアンツ） （シカゴ・ホワイトソックス） | 1        | 0        | 0        | 慶応大学 | ジョン・マグロー、トリス・スピーカー、サム・クロフォード、フレッド・マークル |
| 3  | 1920年 (詳細) | オール・アメリカン・ナショナル                                                 | 6        | 0        | 0        | 慶応大学、他 | H・ハンター |
| 4  | 1922年        | MLB選抜                                                                        | 16       | 0        | 1        | 東京六大学、三田倶楽部、他 | MLB選抜：H・ハンター 三田倶楽部：小野三千麿 |
| 5  | 1927年 (詳細) | ロイヤル・ジャイアンツ                                                         | 23       | 1        | 0        | 同志社大学、関西大学、他 | ビズ・マッキー、エバンス、クーパー |
| 6  | 1931年 (詳細) | 全米選抜                                                                       | 17       | 0        | 0        | 全日本、立教大学、早稲田大学、 明治大学、慶応大学、法政大学、 関西大学、八幡製鉄、横浜高商、全横浜                                                       | ルー・ゲーリッグ、レフティ・グローブ |
| 7  | 1932年 (詳細) | ロイヤル・ジャイアンツ                                                         | 23       | 0        | 1        | 広島専売、他 | エバンス、クーパー |
| 8  | 1934年 (詳細) | MLB選抜                                                                        | 16       | 0        | 0        | 全日本、東京倶楽部 | MLB選抜：ルー・ゲーリッグ、ベーブ・ルース、ジミー・フォックス、レフティ・ゴメス 全日本：沢村栄治、ヴィクトル・スタルヒン 備考：日米混合紅白戦・ルース軍対ミラー軍も2試合開催された。                                                                     |
| 9  | 1949年 (詳細) | サンフランシスコ・シールズ （3A）                                              | 7        | 0        | 0        | 巨人、全東軍、 全西軍、 全日本、 全六大学選抜 | 備考：この時シールズは在日米軍野球部とも対戦（シールズ3勝1敗）。 |
| 10 | 1951年 (詳細) | 全米選抜                                                                       | 13       | 2        | 1        | 全日本、全セ・リーグ、全パ・リーグ、巨人、 巨人阪神連合、毎日、南海、名古屋                                                                              | ジョー・ディマジオ、ドム・ディマジオ、ビリー・マーチン、 エド・ロパット、メル・パーネル |
| 11 | 1953年 (詳細) | MLB選抜 （ロパット・オールスターズ）                                           | 11       | 0        | 1        | 全日本、全セ・リーグ、全パ・リーグ、 毎日、南海、阪急 | ハンク・サウアー、ヨギ・ベラ、西村貞朗（MLB選抜側で特別参加） 備考：同年に毎日新聞社（MLB選抜）、読売新聞社（NYG）がチームを招聘。 以後は交互にチームを招聘することになった。                                                                            |
| 12 | 1953年 (詳細) | ニューヨーク・ジャイアンツ                                                     | 12       | 1        | 1        | 全日本、全セ・リーグ、全パ・リーグ、 巨人、巨人国鉄連合、名古屋、阪神                                                                                    | 備考：同年に毎日新聞社（MLB選抜）、読売新聞社（NYG）がチームを招聘。 以後は交互にチームを招聘することになった。 |
| 13 | 1955年 (詳細) | ニューヨーク・ヤンキース                                                       | 15       | 1        | 0        | 全日本、全セ・リーグ、全パ・リーグ、 セ・パ選抜、巨人、毎日、南海、 中日、西鉄、全大阪                                                                   | ビリー・マーチン、ヨギ・ベラ、ミッキー・マントル |
| 14 | 1956年 (詳細) | ブルックリン・ドジャース                                                       | 14       | 1        | 4        | 全日本、全セ・リーグ、全パ・リーグ、 巨人、南海巨人連合、全関東、全関西                                                                                  | ジャッキー・ロビンソン、ドン・ドライスデール、 ドン・ニューカム、ロイ・キャンパネラ |
| 15 | 1958年 (詳細) | セントルイス・カージナルス                                                     | 14       | 0        | 2        | 全日本 | スタン・ミュージアル |
| 16 | 1960年 (詳細) | サンフランシスコ・ジャイアンツ                                                 | 11       | 1        | 4        | 全日本、巨人 | ウィリー・メイズ、ゲイロード・ペリー |
| 17 | 1962年 (詳細) | デトロイト・タイガース                                                         | 12       | 2        | 4        | 全日本、巨人、大毎、東映、南海、大洋、 巨人大毎連合、中日巨人大毎近鉄連合、 大洋国鉄大毎連合、 広島阪神大毎連合、西鉄大毎連合、 東映巨人大毎連合、全東京 | アル・ケーライン、ジム・バニング、ノーム・キャッシュ |
| 18 | 1966年 (詳細) | ロサンゼルス・ドジャース                                                       | 9        | 1        | 8        | 全日本、巨人、南海巨人連合、 広島巨人連合、西鉄巨人連合、 中日巨人連合                                                                                   | ジム・ラフィーバー、ウィリー・デービス 備考：11月8日の対巨人戦はプロ野球史上二度目の天覧試合。 |
| 19 | 1968年 (詳細) | セントルイス・カージナルス                                                     | 13       | 0        | 5        | 全日本、巨人、南海巨人連合、 阪急巨人連合、広島巨人連合、 西鉄巨人連合、中日巨人連合                                                                     | レッド・ショーエンディーンスト（監督）、ボブ・ギブソン、ルー・ブロック カート・フラッド、オーランド・セペダ、ティム・マッカーバー、スティーブ・カールトン                                                                                                |
| 20 | 1970年 (詳細) | サンフランシスコ・ジャイアンツ                                                 | 3        | 0        | 6        | 巨人、ロッテ、大洋、南海、中日 | ウィリー・メイズ、フアン・マリシャル、ウィリー・マッコビー、ゲイロード・ペリー 備考：シーズン開幕前のオープン戦として開催。 |
| 21 | 1971年 (詳細) | ボルチモア・オリオールズ                                                       | 12       | 4        | 2        | 全日本、巨人、南海巨人連合、 阪急巨人連合、広島巨人連合、 西鉄巨人連合、中日巨人連合                                                                     | フランク・ロビンソン、ブルックス・ロビンソン、ジム・パーマー、ブーグ・パウエル ドン・ビュフォード、エルロッド・ヘンドリックス、デーブ・ジョンソン 備考：パット・ドブソンが3四死球で二塁を踏ませずノーヒット・ノーランを達成。                            |
| 22 | 1974年 (詳細) | ニューヨーク・メッツ                                                           | 9        | 2        | 7        | 全日本、巨人、南海巨人連合、 広島巨人連合、太平洋巨人連合、 中日巨人連合                                                                                 | トム・シーバー、ジョー・トーリ、フェリックス・ミヤーン、ウェイン・ギャレット 備考：王貞治と本塁打競争をするためアトランタ・ブレーブスのハンク・アーロンも来日。                                                                                          |
| 23 | 1978年 (詳細) | シンシナティ・レッズ                                                           | 14       | 1        | 2        | 全日本、巨人、大洋巨人連合、 中日巨人連合、阪急巨人連合、 近鉄南海巨人連合、広島巨人連合、 クラウンライター巨人連合                                      | スパーキー・アンダーソン（監督）、トム・シーバー、ジョニー・ベンチ、 ピート・ローズ、ジョージ・フォスター（ジョー・モーガンは来日せず） |
| 24 | 1979年 (詳細) | ア・リーグ・ナ・リーグ・ オールスターズ                                        | 1        | 0        | 1        | 全日本 | ピート・ローズ、フィル・ニークロ、ビル・マドロック、ロッド・カルー、 ドン・ベイラー、デーブ・パーカー 備考：両チーム共に全試合で指名打者制を採用。 同時にMLBオールスターシリーズを日本で開催（ナ・リーグ4勝2敗1分）。                                    |
| 25 | 1981年 (詳細) | カンザスシティ・ロイヤルズ                                                     | 9        | 1        | 7        | 全日本、巨人、大洋巨人連合、 西武巨人連合、中日巨人連合、 阪急巨人連合、南海近鉄巨人連合、 阪神巨人連合、広島巨人連合                                    | ジョージ・ブレット、フランク・ホワイト、ダン・クイゼンベリー、ウィリー・エイキンズ デニス・レナード、ウィリー・ウィルソン、リッチ・ゲイル、ティム・アイルランド 備考：ロイヤルズは全試合で指名打者制を採用。                                             |
| 26 | 1984年 (詳細) | ボルチモア・オリオールズ                                                       | 8        | 1        | 5        | 全日本、巨人、広島、 広島巨人連合、中日巨人連合 | エディ・マレー、カル・リプケン・ジュニア、レン・サカタ 備考：オリオールズは全試合で指名打者制を採用。 また、日本プロ野球50周年を記念し、日本シリーズ優勝チーム（広島）は単独で オリオールズと最初の5試合を対戦できるルールで実施（オリオールズ4勝1敗）。 |
| 27 | 1986年 (詳細) | MLB選抜                                                                        | 6        | 0        | 1        | 全日本 | デーブ・ジョンソン（監督）、カル・リプケン、トニー・グウィン、オジー・スミス、 ジェシー・バーフィールド、ホセ・カンセコ、ライン・サンドバーグ、マイク・スコット 備考：本大会以降、全試合で指名打者制が採用されることとなった。                           |
| 28 | 1988年 (詳細) | MLB選抜                                                                        | 3        | 2        | 2        | 全日本 | スパーキー・アンダーソン（監督）、グレッグ・マダックス、ポール・モリター、 カービー・パケット、ラファエル・パルメイロ、オーレル・ハーシュハイザー、 アンドレス・ガララーガ、ベニート・サンチアゴ                                                         |
| 29 | 1990年 (詳細) | MLB選抜                                                                        | 3        | 1        | 4        | 全日本 | ドン・ジマー（監督）、ランディ・ジョンソン、セシル・フィルダー、フリオ・フランコ、 オジー・ギーエン、ケン・グリフィーJr.、ケン・グリフィーSr.、バリー・ボンズ 備考：チャック・フィンリーとランディ・ジョンソンによる継投ノーヒットノーラン達成。         |
| 30 | 1992年 (詳細) | MLB選抜                                                                        | 6        | 1        | 1        | 全日本、巨人 | ロジャー・クレメンス、ウェイド・ボッグス、オジー・スミス、ケン・グリフィーJr.、 セシル・フィルダー、シェーン・マック、マーク・グレース |
| 31 | 1993年 (詳細) | ロサンゼルス・ドジャース                                                       | 0        | 0        | 2        | 福岡ダイエー巨人連合 | トミー・ラソーダ（監督）、オーレル・ハーシュハイザー、キップ・グロス マイク・ピアッツァ、エリック・キャロス、ダリル・ストロベリー、デーブ・ハンセン |
| -  | 1994年        | MLB選抜                                                                        | 中止     | 中止     | 中止     | 全日本 | 備考：MLBにおける労使紛争およびストライキの実施により中止。 |
| 32 | 1996年 (詳細) | MLB選抜                                                                        | 4        | 2        | 2        | 全日本 | マイク・ピアッツァ、野茂英雄、バリー・ボンズ、ペドロ・マルティネス、 アレックス・ロドリゲス、カル・リプケン、ケン・グリフィー・Jr. |
| 33 | 1998年 (詳細) | MLBオールスターズ                                                              | 6        | 0        | 2        | 全日本、巨人 | サミー・ソーサ、マニー・ラミレス、カート・シリング、ジェイソン・ジアンビ、 ノマー・ガルシアパーラ、トレバー・ホフマン、モー・ボーン 備考：本大会から賞金制シリーズで争われることになり、 また、全日本は固定メンバーで行うようになった。                  |
| 34 | 2000年 (詳細) | MLBオールスターズ                                                              | 5        | 1        | 2        | NPBオールスターズ | ランディ・ジョンソン、佐々木主浩、バリー・ボンズ、 ゲイリー・シェフィールド、ハビアー・バスケス、ロベルト・アロマー、 カルロス・デルガド、トロイ・グロース、ショーン・グリーン                                                                           |
| 35 | 2002年 (詳細) | MLBオールスターズ                                                              | 5        | 0        | 3        | NPBオールスターズ、巨人 | イチロー、バリー・ボンズ、大家友和、バーニー・ウィリアムズ、マーク・バーリー、 エリック・ガニエ、デレク・リー 、A・J・ピアジンスキー、ジェイソン・ジアンビ                                                                                               |
| 36 | 2004年 (詳細) | MLBオールスターズ                                                              | 5        | 0        | 3        | NPBオールスターズ | ロジャー・クレメンス、ジェイク・ピービー、石井一久、大塚晶則、 フランシスコ・ロドリゲス、マニー・ラミレス、デビッド・オルティーズ、 カール・クロフォード、ミゲル・カブレラ、モイゼス・アルー                                                             |
| 37 | 2006年 (詳細) | MLBオールスターズ                                                              | 5        | 1        | 0        | NPBオールスターズ、巨人 | 城島健司、井口資仁、ホセ・レイエス、デビッド・ライト、 ライアン・ハワード、アンドリュー・ジョーンズ |
| 38 | 2014年 (詳細) | MLBオールスターズ                                                              | 2        | 0        | 3        | 侍ジャパン | ロビンソン・カノ、ホセ・アルトゥーベ、ジャスティン・モルノー、エバン・ロンゴリア、 ヤシエル・プイグ、マット・シューメーカー、岩隈久志、和田毅 備考：則本昂大、西勇輝、牧田和久、西野勇士による継投ノーヒットノーラン達成。                               |
| 39 | 2018年 (詳細) | MLBオールスターズ                                                              | 1        | 0        | 5        | 侍ジャパン | 前田健太、ヤディエル・モリーナ、クリス・マーティン、ウィット・メリフィールド、 ロナルド・アクーニャJr.、フアン・ソト、エイウヘニオ・スアレス、リース・ホスキンス                                                                                         |

通算成績(米国359勝、日本93勝)

## 日米野球の主催新聞社
1953年、これまで日米野球を主催してきた読売新聞社がニューヨーク・ジャイアンツを招聘すると、毎日新聞社側もエド・ロパットを団長とする大リーグオールスターチームを招待。対戦相手を代えて2回連続して日米野球を開催するという変則事態となった。その後は両社間の協議により、1955年からは読売と毎日が交互に主催することになった。
なお、読売主催時にはNPB対MLBの試合が1試合減り、代わりに巨人対MLBの親善試合が日米野球第1戦の前に行われる。
2018年大会では大会主催として読売新聞社、会場主催として東京新聞（中日新聞東京本社。東京会場）と中日新聞社（名古屋本社。広島・名古屋会場）が担当する新たな大会運営形態で行われる。

## 冠スポンサー
- 1986年：富士写真フイルム（スーパーフジカラーシリーズとして開催）
- 1996年：サンマイクロシステムズ
- 1998年：メリルリンチ日本証券
- 2000年：NTTコミュニケーションズ
- 2002年：AIU保険会社（NHKで放送があったためか、冠スポンサーではなく、MLBチームのスポンサーであったが、民放では冠スポンサー扱いであった）
- 2004年、2006年：AEON、イオングループ各社
- 2014年：SUZUKI

## 開催球場
（2000年以降。球場名は当時）
2000年
- 第1、2、3、8戦：東京ドーム
- 第4戦：福岡ドーム
- 第5戦：大阪ドーム
- 第6戦：ナゴヤドーム
- 第7戦：西武ドーム

2002年
- 第1、5、6、7戦：東京ドーム
- 第2戦：福岡ドーム
- 第3戦：大阪ドーム
- 第4戦：札幌ドーム

2004年
- 第1、2、3、8戦：東京ドーム
- 第4戦：福岡ドーム
- 第5戦：大阪ドーム
- 第6戦：札幌ドーム
- 第7戦：ナゴヤドーム

2006年
- 第1、2、3戦：東京ドーム
- 第4戦：京セラドーム大阪
- 第5戦：福岡Yahoo!JAPANドーム

2014年
- 第1戦：京セラドーム大阪
- 第2、3、4戦：東京ドーム
- 第5戦：札幌ドーム
- エキシビションゲーム：沖縄セルラースタジアム那覇

2018年
- 第1、2、3戦：東京ドーム
- 第4戦：MAZDA Zoom-Zoom スタジアム広島
- 第5、6戦：ナゴヤドーム
- エキシビションゲーム：東京ドーム

## 「日米野球」以外での来日MLBチームとの対戦記録
| 開催年 | 来日チーム                                            | 来日チーム | 来日チーム | 来日チーム | 対戦チーム               | 主なメンバー・備考                                                                  |
| 開催年 | 来日チーム                                            | 勝         | 分         | 負         | 対戦チーム               | 主なメンバー・備考                                                                  |
| ------ | ----------------------------------------------------- | ---------- | ---------- | ---------- | ------------------------ | ----------------------------------------------------------------------------------- |
| 1966年 | メキシコ・タイガース（2A）                            | 0          | 0          | 13         | 日本チーム               | 備考：春のオープン戦として開催。                                                    |
| 2000年 | シカゴ・カブス ニューヨーク・メッツ                   | 2          | 0          | 2          | 巨人、西武               | 備考：MLB日本開幕戦に先立ち、プレシーズンゲームとして東京ドームと西武ドームで開催。 |
| 2003年 | オークランド・アスレチックス シアトル・マリナーズ     | 中止       | 中止       | 中止       | 巨人、西武、福岡ダイエー | 備考：イラク戦争開戦による情勢不安を理由に中止。                                    |
| 2004年 | タンパベイ・デビルレイズ ニューヨーク・ヤンキース     | 2          | 1          | 1          | 巨人、阪神               | 備考：MLB日本開幕戦に先立ち、プレシーズンゲームとして東京ドームで開催。             |
| 2008年 | オークランド・アスレチックス ボストン・レッドソックス | 4          | 0          | 0          | 巨人、阪神               | 備考：MLB日本開幕戦に先立ち、プレシーズンゲームとして東京ドームで開催。             |
| 2012年 | オークランド・アスレチックス シアトル・マリナーズ     | 1          | 0          | 3          | 巨人、阪神               | 備考：MLB日本開幕戦に先立ち、プレシーズンゲームとして東京ドームで開催。             |
| 2019年 | オークランド・アスレチックス シアトル・マリナーズ     | 3          | 1          | 0          | 巨人、日本ハム           | 備考：MLB日本開幕戦に先立ち、プレシーズンゲームとして東京ドームで開催。             |
| 2025年 | ロサンゼルス・ドジャース シカゴ・カブス               | 2          | 0          | 2          | 巨人、阪神               | 備考：MLB日本開幕戦に先立ち、プレシーズンゲームとして東京ドームで開催。             |

通算成績(米国14勝、日本21勝)